# 上瓊戈斯區
上瓊戈斯區（西班牙語：Distrito de Chongos Alto），是秘魯的一個區，位於該國中部胡寧大區的萬卡約省，始建於1907年11月11日，面積701.75平方公里，海拔高度3,544米，2005年人口1,819，人口密度每平方公里2.6人。